# Hohendubrau

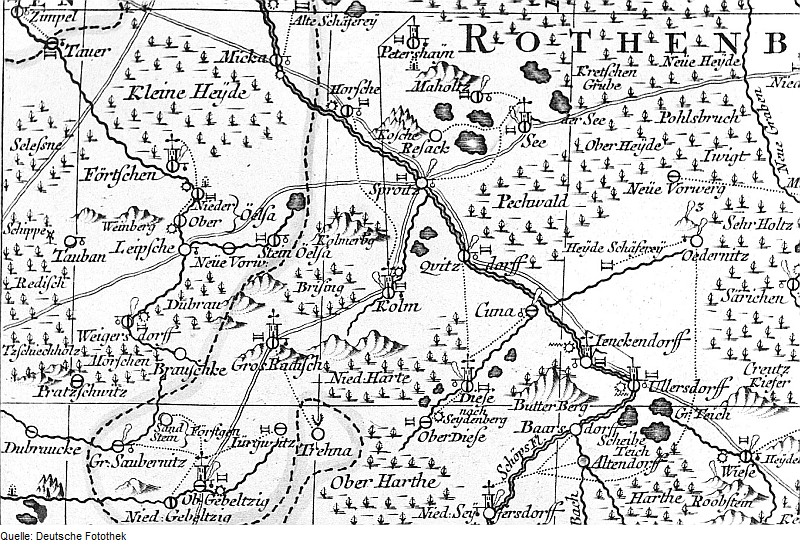
Hohendubrau-Dauban. Luzaţia card, Schenk, 1759.

Hohendubrau (în limba sorabă de sus Wysoka Dubrawa) este o comună din landul Saxonia, Germania.
1. ↑  Alle politisch selbständigen Gemeinden mit ausgewählten Merkmalen am 31.12.2018 (4. Quartal) (în germană), Statistisches Bundesamt[*], arhivat din original la 10 martie 2019, accesat în 10 martie 2019